# Homosexualität und Religion
Das Verhältnis von Homosexualität und Religion ist in vielen Religionen ein Diskussionsfeld.

## Abrahamitische Religionen
In den abrahamitischen Religionen (Judentum, Christentum, Islam und Baha'i) war bis ins zwanzigste Jahrhundert die einzige anerkannte Sichtweise zur männlichen Homosexualität die Verurteilung als Sünde bzw. Abscheulichkeit. Neben Geboten in den heiligen Schriften spielt auch die traditionelle Auslegung des Untergangs von Sodom und Gomorra eine Rolle, einer Geschichte, die in den Schriften der drei großen monotheistischen Religionen erwähnt wird. Lesbische Sexualität wird hingegen im Tanach nicht erwähnt. In der zweiten Hälfte des zwanzigsten Jahrhunderts sind einige christliche und jüdische Autoren aufgrund sexualwissenschaftlicher Erkenntnisse und unter dem Einfluss der Lesben- und Schwulenbewegung zu umstrittenen Neueinschätzungen gekommen.

### Einflüsse in der Geschichte

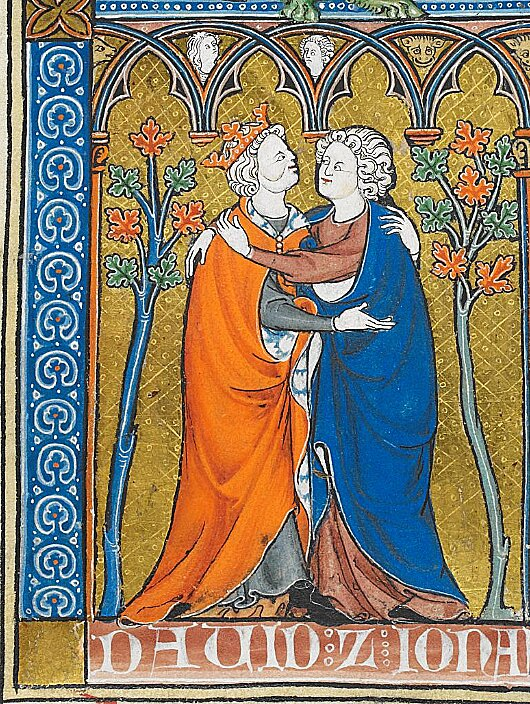
Biblischer Prinz Jonatan und König David (ca. 1300 n. Chr.). Im Gegensatz zur allgemeinen Tradition in Judentum und Christentum werden die beiden in einigen historischen Texten als männliche Geliebte beschrieben. So heißt es in dem Buch Leben von Edward II. (ca. 1326 n. Chr.):
„In der Tat erinnere ich mich, gehört zu haben, dass ein Mann so andere liebte. Jonatan schätzte David, Achilles liebte Patroklos.“

Religiöse Denkweisen fanden auch Einzug in Gesetzesvorschriften und beeinflussten die Strafbarkeit von Homosexualität und die Art der Strafe. Im Römischen Reich wurde männliche gleichgeschlechtliche Sexualität nicht immer gut geheißen, aber eine allgemeine und deutliche Strafbestimmung wurde erst 326 unter Konstantin den Großen eingeführt, der das Christentum förderte. Sie wurde 390 durch Valentinian II. mit genauer Todesstrafe konkretisiert, was 438 auch in den Codex Theodosianus aufgenommen wurde. Kaiser Justinian I. schrieb die schon vorher entstandene Verbindung von männlicher gleichgeschlechtlicher Sexualität mit Sodom und Gomorra und daraus erwachsenden göttlichen Strafen für die Allgemeinheit, als Begründung in seine Novellen 77 (538 n. Chr.) und 141 (559 n. Chr.) zum Corpus iuris civilis, wobei er in letzterer betont, er sei durch die heilige Schrift belehrt worden.
Auf dem Konzil von Nablus wurde 1120 der unkeusche Lebenswandel der Gläubigen für Naturkatastrophen und Sarazeneneinfälle verantwortlich gemacht und für homosexuelle Akte der Flammentod gefordert. Auch eines der ersten mittelalterlichen staatlichen Gesetzesbücher, die 1256 erlassenen und 1501 zum Landrecht gewordenen Las Siete Partidas („Sieben Gesetzbücher“) von Alfonso X. von Kastilien verweisen explizit auf Sodom und Gomorra. Die „Sünden wider die Natur“ seien nicht nur eine Gefahr für den Einzelnen, sondern eine Gefahr für das gesamte Land, da Gott als Strafe Hunger, Pest, Unwetter „und unzählbare andere Übel“ über das Land schicke. In der Republik Venedig fürchteten die Herrschenden im 15. Jahrhundert das gleichgeschlechtliche Treiben der Matrosen, da dies von Gott mit dem Untergang der Schiffe oder Flutkatastrophen geahndet werde.

### Heutige Stellungnahmen

#### Verantwortung für konkrete Katastrophen
Verschiedentlich wurden über die Jahrhunderte Unzucht und insbesondere gleichgeschlechtliche männliche Sexualität für diverse Katastrophen verantwortlich gemacht. Das Seebeben im Indischen Ozean 2004 und der darauffolgende Tsunami (etwa 230.000 Todesopfer) wurden etwa vom saudischen Scheich Abd Al-Aziz Fawzan Al-Fawzan, Professor für islamisches Recht an der Imam Muhammad ibn Saud Islamic University, als Strafe für die Unmoral zu Weihnachten bewertet. In Patong Beach auf Phuket waren jedoch gerade einmal zwei Szeneadressen am Meer betroffen. Das Szenezentrum im Paradise-Komplex blieb verschont. Gerhard Maria Wagner, römisch-katholischer Pfarrer in Windischgarsten, der 2009 fast Weihbischof im Bistum Linz wurde, stellte in seinem Pfarrbrief als Grund für den Hurrikan Katrina 2005 in New Orleans (etwa 1800 Todesopfer) „geistige Umweltverschmutzung“ in den Raum und verwies unter anderem darauf, dass zwei Tage später im French Quarter ein Gay Pride hätte stattfinden sollen.  Schärfer äußerten sich der protestantische Prediger John Hagee, Michael Marcavage von Repent America, der baptistische Fernsehprediger und adventistische Anhänger Pat Robertson. Als 2005 der World Pride in Jerusalem stattfinden sollte, kam es zu einer ungewöhnlichen Pressekonferenz von hohen Vertretern der drei Weltreligionen. In den Pressemeldungen wurde erwähnt, dass dort Torkom Manoogian, armenischer Patriarch von Jerusalem, und sein Pressesprecher, Bischof Aris Scherevian, auf das Schicksal Sodoms verwiesen; Scheich Abdel Aziz Bukhari und Scheich Abed es-Salem Menasra warnten direkt davor, dass Gott Jerusalem bestrafen werde, wenn die Parade stattfinden würde, und Rabbi Yehuda Levin aus New York City von der Rabbinical Alliance of America fragte, ob man wirklich so verrückt sei, Gott wieder provozieren zu wollen.
Der World Pride wurde aus organisatorischen Gründen auf das nächste Jahr verschoben. Kurz vor dem geplanten Termin brach der Libanonkrieg 2006 aus und Rabbi Mosche Sternbuch, Vorsitzender der Edah HaChareidis und Richter des dortigen Beth Din, machte den World Pride für den Waffengang verantwortlich, da er den Zorn der Muslime geweckt habe. Einen Monat vor dem endgültigen Termin im November sagte er bei einer Demonstration gegen den Pride: „Wir haben im Libanon nicht unsere Ziele erreicht, weil im Heiligen Land Unzüchtigkeit und sexuelle Freizügigkeit um sich greift.“ Der ebenfalls anwesende Ovadja Josef, ehemaliger sephardischer Großrabbiner des Staates Israel und spirituelles Oberhaupt der Schas-Bewegung, bezeichnete die Pride-Teilnehmer als Amalekiter. Nach der Flutkatastrophe in Großbritannien im Juni 2007 (mindestens drei Todesopfer) sagte Graham Dow, anglikanischer Bischof von Carlisle, dass es zukünftig mehr Naturkatastrophen geben werde, da jede Art von Lebensstil als legitim angesehen wird und Gott dies nicht gefalle. Explizit sprach er die Einführung von eingetragenen Partnerschaften und die Antidiskriminierungsgesetzgebung an. James Stuart Jones, anglikanischer Bischof von Liverpool, sprach mehrdeutiger davon, dass die Menschen Naturkatastrophen nicht mehr als Strafe Gottes ansehen und das verdorbene Leben der Menschen Konsequenzen haben wird. Ein dritter Bischof bezog sich dagegen eindeutiger auf die Natur. Im Februar 2008 wurde Israel von zwei Erdbeben erschüttert (keine Todesopfer). Shlomo Benizri, Abgeordneter der Schas-Partei in der Knesset und ehemaliger Sozialminister, deutete sie als Warnung an das israelische Parlament, weil es mehr Rechte für Schwule und Lesben beschlossen hatte. Die einzige Möglichkeit weitere Erdbeben zu verhindern sei die Gesetze wieder rückgängig zu machen.

#### Zeichen für allgemeine Dekadenz und Zivilisationsuntergang
Ähnlich wird von vielen der von Konservativen beschworene „Untergang des Abendlandes“, des Untergangs der christlichen Kultur und der aktuellen Kultur, unter anderem durch die öffentliche Akzeptanz und Nicht-Verurteilung eines gewissen Bevölkerungsanteils Homosexueller bewertet. Hier bestehen starke Ähnlichkeiten mit Ansichten der heutigen neuen Rechten. Im Regierungsentwurf zum Sexualstrafrecht unter Adenauer (CDU) vom Oktober 1962 sollte der § 175 in alter Form beibehalten werden; dazu wurde mit einer vermeintlich geschichtlichen Erfahrung argumentiert: „Die Reinheit und Gesundheit des Geschlechtslebens ist eine außerordentlich wichtige Voraussetzung für den Bestand des Volkes und die Bewahrung der natürlichen Lebensordnung. [… ethische Verwerflichkeit als Legitimation für Freiheitsbeschränkung] Das muß vor allem gelten, wenn solches Verhalten seiner Natur nach die Tendenz in sich trägt, auf Dritte überzugreifen und damit die Anfälligkeit dafür im Volke auszubreiten. […] Schon die geschichtliche Erfahrung lehrt: wo die gleichgeschlechtliche Unzucht um sich gegriffen und großen Umfang angenommen hat, war die Entartung des Volkes und der Verfall einer sittlichen Kraft die Folge.“ Die nun katholische Gabriele Kuby sieht als vielleicht das sicherste Zeichen für den Untergang einer Zivilisation die sittliche Verwahrlosung. Als ein Indiz für den Untergang einer Kultur sieht sie die öffentliche Gutheißung der Homosexualität. Frühere Hochkulturen wurden dann ihrer Meinung nach von jungen, kraftvollen Völkern abgelöst. Sally Kern, Mitglied des Oklahoma House of Representatives und Ehefrau eines baptistischen Pastors, sagte im März 2008: „Die homosexuelle Agenda zerstört dieses Land, das ist einfach eine Tatsache. […] Studien zeigen, dass keine Gesellschaft, die Homosexualität vollständig angenommen hat, mehr als ein paar Jahrzehnte überdauert hat. Also ist es der Todesstoß für unser Land.“ Kern hält die Homosexualität für eine größere Gefahr als Terrorismus und Islam. Bis auf den Terrorismus äußerte sich der Abgeordnete Todd Akin schon 2006 in ähnlicher Weise. In der Stellungnahme der Österreichischen Bischofskonferenz zum rudimentären Entwurf eines Lebenspartnerschaftsgesetzes hieß es im Mai 2008 ohne nähere Angaben: „Die Geschichte lehrt uns mehrfach, dass Gesellschaften, welche diesen Schutz von Ehe und Familie vernachlässigt haben, und zwar zugunsten einer permissiven Haltung zu allen Möglichkeiten menschlichen Zusammenlebens, auch in sexueller Hinsicht, dies mit ihrem Untergang bezahlen mussten.“ Aus der Sicht der Muslime wird dies vor allem unter der Sichtweise „Der Untergang des dekadenten Westens“ beschrieben. In vielen muslimischen Ländern steht Homosexualität unter Strafe, teilweise auch unter Todesstrafe.

### Christentum
Zur Homosexualität gibt es innerhalb des Christentums keine einheitliche Meinung. Die meisten Kirchen lehnen homosexuelle Handlungen ab und erwarten von Lesben und Schwulen ein enthaltsames Leben. Inzwischen gibt es jedoch einige Kirchen, die sich neutral bis tolerant und akzeptierend gegenüber Homosexualität positionieren. In einer Reihe protestantischer und anglikanischer Kirchen wurde die Segnung gleichgeschlechtlicher Paare ermöglicht. Einige wenige christliche Kirchen erlauben reguläre kirchliche Trauungen.

### Islam
Homosexualität im Islam hat zahlreiche Aspekte, je nachdem, ob damit Homoerotik (beispielsweise in der Dichtung muslimischer Völker) oder sexuelle Beziehungen und Handlungen zwischen Gleichgeschlechtlichen gemeint sind. Die rechtliche Bewertung dieser Aspekte fällt in der islamischen Rechtswissenschaft, dem Fiqh, unterschiedlich aus. Diese Bewertung veränderte sich im Laufe der Geschichte in sozialer Hinsicht; die Praktik gleichgeschlechtlichen sexuellen Verkehrs gilt nach konservativer Interpretation im islamischen Recht als „illegitimer Geschlechtsverkehr“ (Zinā, Unzucht).
Demgegenüber gibt es seit der zweiten Hälfte des 20. Jahrhunderts islamische Organisationen und Einzelpersonen, die eine befürwortende Haltung gegenüber Homosexualität vertreten. Zu nennen ist beispielsweise die 1998 in den USA gegründete und mit etwa 900 Mitgliedern (2002) stärkste Gruppierung Al-Fatiha Foundation.

### Judentum
Im Judentum gibt es je nach Richtung sehr unterschiedliche Einstellungen zur Homosexualität.

#### Orthodoxes Judentum
Während das orthodoxe Judentum 2002 noch einmütig jede homosexuelle sexuelle Aktivität ablehnte, sind die Wertungen bezüglich ihres halachischen Status und bezüglich homosexueller Orientierung unterschiedlich.
Im Talmud wird jeder Geschlechtsverkehr außerhalb der Ehe, einschließlich Masturbation, absolut als Sünde gesehen, wobei allerdings bezüglich Schwere der Sünde stark differenziert wird. Lesbentum wird als weniger schwere Sünde angesehen als männliche Homosexualität, da aus talmudischer Sicht die Familiengründung dadurch weniger gefährdet wird. Bei männlicher Homosexualität wird aktiver und passiver Analverkehr aufgrund des direkten Verbots in der Torah als schwerere Sünde gesehen als andere sexuelle Aktivitäten. Auch der Schulchan Aruch bekräftigt klar das Verbot männlicher und auch weiblicher homosexueller Handlungen. Praktizierte Homosexualität wird als Verstoß gegen die noachitischen Gebote – insbesondere das Gebot der Fruchtbarkeit – gesehen, das Verbot von Homosexualität betrifft aus orthodoxer jüdischer Sicht also auch Nichtjuden.
Im orthodoxen Judentum gilt für alle Menschen eine Heiratspflicht. Auch von Menschen mit homosexueller Veranlagung wird eine heterosexuelle Lebensweise erwartet. Allerdings sind viele Ehen arrangiert, wodurch der Druck bezüglich einer romantischen Anziehung wegfällt. Homosexuelle Handlungen werden als Sünde angesehen, aber nicht prinzipiell anders gewertet als beispielsweise Verstöße gegen das Sabbatgebot.
Der Rabbinical Council of America, die Dachorganisation der amerikanischen orthodoxen Juden und weltweit größte Vereinigung orthodoxer Juden, lehnt homosexuelle Ehen entschieden ab und ruft gleichzeitig dazu auf, Menschen mit Mitgefühl, Sensibilität und Verständnis zu begegnen, die die orthodoxen Prinzipien bejahen, aber Schwierigkeiten haben, nach diesen Standards zu leben. Rabbinern wird geraten, solche Leute an Therapeuten zu verweisen, die im Rahmen der orthodoxen Lehre arbeiten. Die Ex-Gay Organisation JONAH, die sich speziell an Juden wendete, wurde – anders als von JONAH behauptet – vom Rabbinical Council of America ausdrücklich nicht unterstützt. 2015 wurde JONAH wegen betrügerischer und sittenwidriger Geschäftspraktiken zu hohen Schadensersatzzahlungen an die Opfer der „Therapien“ verurteilt und auf gerichtliche Anweisung aufgelöst; den involvierten „Therapeuten“ untersagte das Gericht in New Jersey jedwede weitere Bewerbung und Ausübung von „Reparativtherapien“.
Im progressiven Flügel des orthodoxen Judentums setzte jedoch teilweise ein Umdenken ein. So traute 2020 der orthodoxe Rabbiner Avram Mlotek erstmals ein gleichgeschlechtliches jüdisches Paar.

#### Nichtorthodoxes Judentum
Da nichtorthodoxe Formen des Judentums ein anderes Verständnis religiöser Pflichten haben, wird Homosexualität dort meist akzeptiert oder aktiv willkommen geheißen.
Liberale oder rekonstruktionistische Gemeinden stehen Homosexualität und homosexuellen Menschen positiv gegenüber. Im Zuge einer seit Mitte der 1960er Jahre anhaltenden Entwicklung wurden Lesben und Schwule ab 1990 offiziell zur Rabbinerausbildung zugelassen. Zugleich trat man für die gleichgeschlechtliche Zivilehe ein. Im Jahr 2000 schließlich beschloss die Central Conference of American Rabbis (CCAR), dass sie die Entscheidung von Rabbinern, gleichgeschlechtliche Paare zu trauen, unterstütze. Zwar vermied man in der Resolution den Begriff kidduschin (hebräisch: „Hochzeit“), doch auf die Frage nach dem Namen des Rituals zur Partnerschaftseingehung antwortete CCAR-Präsident Rabbiner Charles Konloff: „Weddings – kiddushin“.
Es gab 2001 auch bereits eine erste Generation lesbischer Rabbinerinnen.
Die Haltung im konservativen Judentum folgte den Liberalen mit gewisser Verzögerung. Die Zulassung lesbischer und schwuler Rabbinerkandidaten erfolgte 2007. Insbesondere in Israel und Europa waren 2009 konservative Rabbiner bei der vollen Anerkennung gleichgeschlechtlicher Ehen aber noch zurückhaltend.
Eine liberale Gemeinschaft schwuler, lesbischer und bisexueller Jüdinnen und Juden in Deutschland besteht unter dem Namen Yachad (hebräisch יחד für gemeinsam). Das Pendant dazu in Israel ist AGUDAH (Verband zum Schutze der Rechte des Einzelnen) (hebr.: אגודה; der Verband).

## Andere Religionen

### Buddhismus
Noch mehr als bei anderen Religionen ist die Haltung des Buddhismus zur Homosexualität ein sehr komplexes Thema. Es wäre einerseits falsch, von einer Ablehnung der Homosexualität zu sprechen, andererseits wäre die Aussage irreführend, dass der Buddhismus Homosexualität offenherzig begrüßen würde. Im Buddhismus gibt es viele Richtungen und Schulen, so dass es auch unterschiedliche Sichtweisen der Homosexualität gibt.
Buddhisten setzen sich nicht mit der Frage nach „richtig“ und „falsch“ auseinander, so dass ein Buddhist kaum je anderen sagen würde, wie sie sich verhalten sollen. Buddha ermutigte vielmehr die Menschen, in ihr Inneres zu sehen und für sich selbst eine Wahrheit zu finden – selbst wenn dies bedeutete, dass sie seine Lehren nicht beachten – und daran ihr eigenes Leben auszurichten.

„Geht, Kâlâmer, nicht nach Hörensagen, nicht nach Überlieferungen, nicht nach Tagesmeinungen, nicht nach der Autorität heiliger Schriften, nicht nach bloßen Vernunftgründen und logischen Schlüssen, nicht nach erdachten Theorien und bevorzugten Meinungen, nicht nach dem Eindruck persönlicher Vorzüge, nicht nach der Autorität eines Meisters! Wenn ihr aber, Kâlâmer, selber erkennt: ‚diese Dinge sind heilsam, sind untadelig, werden von Verständigen gepriesen, und, wenn ausgeführt und unternommen, führen sie zu Segen und Wohl‘, dann, o Kâlâmer, möget ihr sie euch zu eigen machen.“

Buddha lehrte die große Bedeutung des Mitgefühls für alle lebenden Wesen und alle Menschen, ohne Rücksicht darauf, um wen es geht und was derjenige getan hat. Keine Handlung wird jemals als „gut“ oder „böse“ bezeichnet; vielmehr werden die Absicht und die Auswirkung im Gesamtzusammenhang betrachtet. Im Zen-Buddhismus gibt es beispielsweise sogar Berichte von Lehrern, die ihre Schüler durch unerwartetes oder gar aggressives Verhalten verwirrt haben – allein zum Zweck, ihnen zur Erleuchtung zu verhelfen.
In den meisten buddhistischen Klöstern gibt es jedoch verbindliche Vorschriften hinsichtlich des sexuellen Verhaltens. Nach buddhistischen Vorstellungen führt Begehrlichkeit zum Leiden und soll deswegen überwunden werden. Dies gilt auch für das sexuelle Begehren, unabhängig davon, auf welches Geschlecht es sich richtet. Mönche versuchen deswegen, von sexueller Begierde freizukommen, um Körper und Geist rein zu halten. Die sexuelle Orientierung eines Menschen ändert sich nicht, nachdem ein Keuschheitsversprechen gegeben wurde. Die Verpflichtung zur Enthaltsamkeit gilt für buddhistische Mönche und Nonnen mit jeder sexuellen Orientierung.
Die grundsätzliche Forderung der Reinhaltung von Körper und Geist gilt zwar auch für Laien, doch wird daraus offenbar nicht die Forderung nach Enthaltsamkeit abgeleitet.
Im Buddhismus geht es nicht darum sexuelle Handlungen einer moralischen Verurteilung zu unterziehen. Es geht zwischen Menschen nicht um die Form ihres Körpers, sondern um die Form ihrer Beziehung. Daher besteht nur der Aufruf sich gierhaften Handlungen zu entziehen und niemandem zu sexuellen Handlungen zu nötigen.

### Hinduismus und Vedismus
Das kulturelle Erbe Indiens beruht, auch wenn heutzutage Buddhismus, Islam und Christentum erheblichen Einfluss haben, in weiten Teilen auf den vedischen Sanskrit-Schriften. Die dort gezeichnete reine vedische Gesellschaft akzeptiert das Vorhandensein von Nicht-Heterosexualität ausdrücklich und weist diesem Teil der Bevölkerung besondere Aufgaben und Funktionen innerhalb der Gesellschaft zu. Erst moslemische und christliche Einflüsse, sowie eine generelle Degeneration des Schriften-Verständnisses (sichtbar zum Beispiel in der Fehlauslegung der Kasten-Idee), haben zu einer homophoberen Situation geführt. Heutzutage beginnt sich die Gesellschaft langsam zu öffnen, in weiten Teilen sind homosexuelle Menschen jedoch mit Partnern des anderen Geschlechts verheiratet und können aufgrund des sozialen Drucks nicht aus diesen Beziehungen ausbrechen. Sie leben deshalb ihre Neigung versteckt und im Heimlichen aus, oder unterdrücken diesen Teil ihrer Persönlichkeit.
Nach kurzer Recherche trifft man im hinduistischen Kulturkreis auf den Begriff des tritiya-prakriti, womit das dritte Geschlecht gemeint ist. Vorschnell werden darunter Eunuchen verstanden, eine kleine, aber sehr auffällige Bevölkerungsgruppe Indiens (die Hijras), deren Mitglieder in Frauenkleidern gekleidet zu Anlässen wie Hochzeiten und Kindsgeburten gerufen werden (oder auch ungefragt kommen), Segnungen geben und dafür Spenden fordern. Sie sind auch in Zügen anzutreffen, wo sie durch die Abteile gehen und einen Beitrag der Fahrgäste einfordern. An der Situation der Hijras lässt sich der Abstieg der indischen Gesellschaft beobachten, was die Behandlung von Nicht-Heterosexuellen angeht, denn die Eunuchen, die man äußerlich den Transmenschen und Transvestiten zuordnen kann, wurden früher in Höfen und Palästen angestellt und waren in den Künsten beschäftigt. Ihr gesellschaftliches Ansehen war hoch, ihre Stellung etabliert. Vor allem durch den viktorianischen Einfluss in der Kolonialzeit wurde eine Umdeutung des Begriffes des dritten Geschlechts vorgenommen, indem er auf die kleine Gruppe der Eunuchen eingegrenzt wurde und eine pejorative Bedeutung erhielt. Der Grund dafür war, die natürliche Akzeptanz von Homosexualität der vedischen Kultur zu beenden und diese auch begrifflich aus dem Bereich des gesellschaftlich Anerkannten zu verbannen. Geblieben von der ehemaligen Achtung vor dem Dritten Geschlecht ist die Angst der indischen Bevölkerung vor den Flüchen der Hijras. Da die Mitglieder des Dritten Geschlechts zum nichtreproduktiven Teil (den napumsakas) der Bevölkerung gehören und deshalb weniger in materielle Tätigkeiten eingebunden sind, wird ihnen eine grundlegende Nähe zu künstlerischen und spirituellen Tätigkeiten nachgesagt. In diesem Sinne werden sie als „halbheilig“ betrachtet und es herrscht gesellschaftlicher Konsens darüber, dass ihre Segnungen wirksame Kraft besitzen, genauso wie ihre Flüche jedoch. Sie sind deshalb auch immer noch gern gesehene Gäste bei feierlichen Anlässen, wo sie singen und ihre Segnungen aussprechen. Durch den Abstieg innerhalb der indischen Gesellschaft sind sie allerdings gezwungen, ihre Flüche in öffentlichen Plätzen wie in Zügen anzudrohen, um überhaupt überleben zu können.
Ursprünglich jedoch wurde der Begriff des tritiya prakriti (drittes Geschlecht) in einer weiten Definition auf alle nichtreproduktiven Gruppen der Bevölkerung angewandt, also auf Bisexuelle, Homosexuelle, Transgeschlechtliche, Intergeschlechtliche und auch Asexuelle. Im Kamasutra ist eine Reihe von Typisierungen und Kategorisierungen der verschiedenen Gruppen des Dritten Geschlechts zu finden, die minutiös die physischen und psychologischen Merkmale der verschiedenen „napumsakas“ beschreiben, inklusive einer Verortung in bestimmte Berufsgruppen. Dort lassen sich auch Analysen von Intergeschlechtlichkeit finden, welches seit den 1980er Jahren wissenschaftlich untersucht wird.
Was die Homosexualität im Speziellen angeht, so werden sowohl die männlichen Mitglieder dieser Gruppe als auch die weiblichen beschrieben und nach charakterlichen Merkmalen unterschieden. Sie erhalten durch die Erwähnung in den Schriften einen festen Platz innerhalb der Gesellschaft. Zum Beispiel wird das Friseur- und Barbierhandwerk als eine natürliche Beschäftigung für homosexuelle Männer beschrieben, während lesbischen Frauen (die savarinis) das Recht gegeben wurde, aus dem vorherrschenden Paradigma, dass Frauen unter der Obhut eines Mannes zu leben haben, auszubrechen und sie ihren Lebensunterhalt selbst verdienen durften. In größeren Städten gab es spezielle Viertel, die der Gemeinschaft des Dritten Geschlechts vorbehalten waren, und wo sie wie in einer Art Parallelgesellschaft lebten. Viele Regeln wurde auf sie nicht in der gleichen Weise angewandt wie auf Heterosexuelle; so verurteilt beispielsweise die traditionelle Rechtsgrundlage Indiens, die Manu-Samhita, den Ehebruch bei Heterosexuellen wesentlich strenger, als sexuelle Vergehen im Bereich der Homosexualität. Gurus (spirituelle Lehrer und Lehrer im Allgemeinen) erkannten die Zugehörigkeit zum Dritten Geschlecht im Laufe der Kindheit und Jugend ihrer Schüler und stellten sich in der Erziehung und Ausbildung darauf ein. Da nach der vedischen Astrologie die Planetenkonstellationen, die für Zugehörigkeit zum Dritten Geschlecht stehen, auch auf spirituelle Fähigkeiten hindeuten, wurden diese Schüler oft als Priester ausgebildet und eingesetzt – vorausgesetzt, sie konnten und wollten im Zölibat leben.
Anzumerken bleibt, dass auch spirituelle Gruppen aus dem Bereich der neuen religiösen Bewegungen, die ab den 1960er und -70er Jahren in Amerika und Europa ihre Verbreitung begannen und indische Spiritualität außerhalb des indischen Subkontinents, teilweise losgelöst von dort herrschenden kulturellen Traditionen (wie dem Kasten-System), präsentieren, sich nicht oder nur sehr schwer von homophoben Ansichten trennen können. Die Ironie liegt dabei in der Tatsache, dass sie sich in einigen Fällen auf die Weisheit der vedischen Schriften berufen, jedoch im Bereich der Homosexualität genau die Vorurteile weiter verbreiten, die durch christliche und fremde Einflüsse die ursprüngliche Toleranz und Akzeptanz jeglicher sexueller Orientierung der Veden verdrängt haben. Festzuhalten bleibt jedoch auch, dass in den hinduistischen spirituellen Wegen im Allgemeinen jegliche sexuelle Aktivität als ein materieller Wunsch angesehen wird, den es durch spirituelle Reinheit zu ersetzen gilt. Promiskuität und die Zurschaustellung von Sexualität, wie es heutzutage im westlichen Kulturkreis geschieht, war und ist im Falle jeglicher sexuellen Orientierung im Allgemeinen verpönt.

### Indigene und indianische Kulturen
In indigenen und indianischen Kulturen existiert das Konzept „Homosexualität“ nicht. Homosexuelle Riten waren in manchen Richtungen des Schamanismus üblich; in Papua-Neuguinea gibt es Stämme, bei denen Übereinkünfte durch homosexuelle Handlungen bekräftigt werden. Die beteiligten Männer führten jedoch im Alltag heterosexuelle Ehen. Die vielen Stammeskulturen der Papua unterscheiden sich jedoch stark voneinander, andere Stämme kennen andere Riten ohne homosexuelle Komponenten.
Bei manchen nordamerikanischen Indianer-Stämmen sind Homosexuelle als „Two-Spirits“ bekannt und waren vor der Beeinflussung durch europäische Missionare in den Gemeinschaften anerkannt. Allerdings ging ihr indigener Glaube von einer strengen geschlechtlichen Polarität der Welt aus, so dass Homosexuelle ihre Geschlechtsrolle vollständig zu wechseln hatten, also Schwule in Frauenkleidern als Frauen, und Lesben in Männerkleidung als Männer zu leben hatten. Auch zwischen den verschiedenen Indianerstämmen sind die kulturellen Unterschiede aber erheblich und waren vor Ankunft der Weißen noch größer als heute, so dass eine allgemeine Aussage nicht möglich ist.
In Afrika zeugen noch zahlreiche Begriffe, die Homosexualität/Homosexuelle bezeichnen, von einer einstmals reichen gleichgeschlechtlichen Tradition. Heute überwiegt jedoch klar die Ablehnung.

### Voodoo
Im Voodoo sind alle sexuellen Orientierungen einschließlich der praktizierten Homosexualität akzeptiert; vergleiche hierzu auch Homosexualität in Haiti und Homosexualität in Benin.

## Statistik: Akzeptanz unter Glaubensrichtungen in den USA
| Glaubensrichtung            | Ja | Nein | Anderes | kA | Gesamt | Anteil |
| --------------------------- | -- | ---- | ------- | -- | ------ | ------ |
| Total                       | 50 | 40   | 5       | 5  | 100    | 99,2   |
| Evangelikale Kirchen        | 26 | 64   | 5       | 5  | 100    | 26,3   |
| Mainline-Kirchen            | 56 | 34   | 6       | 5  | 100    | 18,1   |
| historisch Schwarze Kirchen | 39 | 46   | 6       | 8  | 100    | 6,9    |
| Römisch-Katholisch          | 58 | 30   | 5       | 7  | 100    | 23,9   |
| Mormonen                    | 24 | 68   | 5       | 3  | 100    | 1,7    |
| Orthodoxe Kirchen           | 48 | 37   | 7       | 8  | 100    | 0,6    |
| Zeugen Jehovas              | 12 | 76   | 6       | 5  | 100    | 0,7    |
| Andere Christen             | 69 | 20   | 6       | 5  | 100    | 0,3    |
| Juden                       | 79 | 15   | 3       | 3  | 100    | 1,7    |
| Muslime                     | 27 | 61   | 5       | 7  | 100    | 0,6    |
| Buddhisten                  | 82 | 12   | 2       | 4  | 100    | 0,7    |
| Hindus                      | 48 | 37   | 3       | 11 | 100    | 0,4    |
| Andere Glaubensrichtungen   | 84 | 8    | 4       | 3  | 100    | 1,2    |
| Ungebunden                  | 71 | 20   | 5       | 5  | 100    | 16,1   |

Die gestellte Frage lautete: „Welche Aussage entspricht am ehesten ihrer persönlichen Sichtweise?“
| Spalte  | Bedeutung                                                                                               |
| ------- | --- |
| Ja      | Homosexualität ist eine Lebensweise, welche von der Gesellschaft akzeptiert werden sollte.              |
| Nein    | Homosexualität ist eine Lebensweise, welche von der Gesellschaft entmutigt (discouraged) werden sollte. |
| Anderes | Keines / Beides / spontane Antworten außerhalb der Vorgaben                                             |
| kA      | Keine Antwort / „weiß nicht“                                                                            |
| Anteil  | Bevölkerungsanteil der betreffenden religiösen Tradition                                                |

Die Ergebnisse in Prozent geben nicht die Einstellung der religiösen Führer/Vordenker wieder, sondern jene der individuellen Gläubigen.
Die Daten entstammen einer Studie des Pew Forums on Religion and Public Life. In der U.S. Religious Landscape Survey wurden 35.556 zufällig ausgewählte Erwachsene per Telefoninterview zwischen 8. Mai und 13. August 2007 in Englisch und Spanisch befragt. Daten von weiteren 1.050 Personen stammen aus einer zwischen 24. Januar und 30. April 2007 durchgeführten Umfrage des Pew Research Center bei erwachsenen amerikanischen Muslimen in den Sprachen Arabisch, Farsi und Urdu.